# Carolina Cerqueira
Carolina Cerqueira (20 de octubre de 1956) es una política angoleña. Es la actual presidenta de la Asamblea Nacional de Angola.

## Carrera
Comenzó su carrera como periodista en la Radio Nacional de Angola, donde trabajó de 1977 a 1984. Fue Presidenta de la Asamblea General de la Federación Internacional de Mujeres en Carreras Jurídicas durante 2006-12 y miembro de la Comisión Constitucional de la CRA en 2010. Fue directora de la Organización Panafricana de Mujeres para Sudáfrica entre 2000 y 2018, mientras que fue vicepresidenta del Grupo Parlamentario del MPLA entre 2008 y 2010, y fue elegida diputada de la Asamblea Nacional de Angola entre 2012 y 2016, miembro de la Comisión Permanente y miembro de la Comisión de Asuntos Jurídicos y Constitucionales. Fue miembro del Comité Ejecutivo y del Comité de Desarrollo Sostenible, Finanzas y Comercio de la Unión Interparlamentaria en 2015. Fue nombrada Ministra de Cultura en 2016. Fue elegida por la provincia de Luanda en las elecciones parlamentarias.
Como embajadora de Angola, representó a la nación en varias conferencias internacionales sobre paz, desarrollo e igualdad de género. También ha sido facilitadora para establecer vínculos entre las ONG y las ramas específicas de los proyectos de las Naciones Unidas. Fue observadora electoral en las primeras elecciones multipartidistas en Namibia y Sudáfrica. Representó a Angola en la Unión Interparlamentaria y destacó que Angola era uno de los diez primeros países en términos de equidad de género.
Es la primera mujer en ser elegida como presidenta del Parlamento unicameral de Angola.